# مصرف السراي للتجارة والاستثمار
مصرف السراي للتجارة والاستثمار ويعرف أيضًا باسم أتيب هو مصرف تجاري ليبي أسس سنة 1997، ويقدم خدماته المصرفية، وقد رفع رأس ماله إلى 100 مليون دينار ليبي